# Robert Hinde
Robert Aubrey Hinde, de son nom complet, né le 26 octobre 1923 à Norwich et mort le 23 décembre 2016, est un zoologiste britannique, pionnier de l'éthologie.
Il est également considéré comme l'un des pères fondateurs de la primatologie européenne grâce aux recherches comportementales qu'ils effectuent à Madingley (Université de Cambridge) sur une colonie de macaques rhésus. Il a formé par la suite de nombreux primatologues, dont Jane Goodall et Dian Fossey. 